# Marius Gottlieb
Marius Gottlieb (Amsterdam, 29 mei 1989) is een Nederlands acteur. Hij is vooral bekend geworden door zijn rol in de Nederlandse jeugd-dramaserie SpangaS.
Hij is de tweelingbroer van mede-acteur Jasper Gottlieb, die ook in SpangaS acteerde. Op 16 oktober 2008 werd Gottlieb overvallen op de set van SpangaS door de auteur Carry Slee die hem vertelde dat de film Radeloos 100.000 bezoekers had getrokken. In Karakter hebben de broers Gottlieb ook samen gespeeld. Op 14 januari 2011 gaf hij in een interview aan dat hij niet te zien zal zijn in het vijfde seizoen van SpangaS.
Na SpangaS heeft Gottlieb zijn diploma grafische vormgeving aan de Koninklijke Academie van Beeldende Kunsten in Den Haag behaald. Marius heeft samen met zijn broer Jasper en kok Hugo Kennis een online kookprogramma, De Worsten van Babel. Daarnaast werkt hij als chef in het Viscafé de Gouden Hoek in Amsterdam.

## Filmografie
- Karakter (1997) als Jacob 6 jaar
- Moonlight (2002) als New Boy
- Erik of het klein insectenboek (2004) als Papilio
- Nieuwe Ouders (2005) als "Tweeling"
- Bruno en Violet (2005) als Pestkop
- Don (2006) als Miloš
- SpangaS (2007- 2011) als Tobias van Hamel
- Keyzer & De Boer Advocaten - Rick Heesters jr. (Afl., Buitenspel, 2008)
- Radeloos (2008) als Paco
- Doorbraak (2008) als Tommy Groothart
- SpangaS op Survival (2009) als Tobias van Hamel
- Vroeger was het anders NTR (2012)
- Verliefd op Ibiza (2013) als Boyd
- StukTV (2015) als kok tijdens rollercoaster meal
- Wat maak je menu? NTR (2020)